# Katedrála Panny Marie (Verona)
Veronská katedrála je římskokatolická katedrála ve Veroně v severní Itálii, zasvěcená Panně Marii pod označením Santa Maria Matricolare. Je to hlavní chrám biskupů Veronské diecéze.
Byl postaven poté, co byly v roce 1117 zemětřesením zničeny dva starokřesťanské kostely na stejném místě. Katedrála byla postavena v románském stylu a byla vysvěcena 13. září 1187. Později byla několikrát přestavována, i když celkový charakter stavby zůstal nezměněn.

## Exteriér

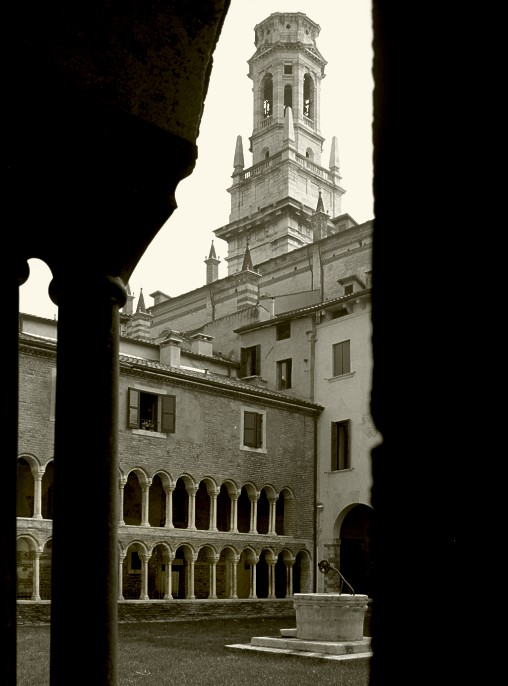
Pohled z katedrálního dvora na Sanmicheliho zvonicí

Fasáda je rozdělena na tři části, s pedimentem a dvoupatrovým portikem, jehož sochařská výzdoba je dílem sochaře Nicholause ze dvanáctého století, jenž také provedl vstup do opatského kostela San Zeno ve Veroně a portál katedrály ve Ferraře. Portikus spočívá na zádech dvou gryfů, podobných těm na již zaniklé Porta dei Mesi ve Ferraře. Lunetu nad vraty kostela zdobí reliéf Panny Marie s Ježíškem obklopený menšími scénami Zvěstování pastýřům (vlevo) a Klanění tří králů (vpravo). Na překladech jsou v medailonech zobrazeny tři teologické ctnosti – víra, láska a naděje. Ve sloupoví u vrat je deset postav proroků. Čtyři symboly evangelistů a Boží ruka jsou nahoře v klenbě prvního patra portálu. U zdí na obou stranách portálu jsou postavy Rolanda a Olivera, kteří jako svatí válečníci připomínají neustálou potřebu poskytovat církvi ochranu.
Gotická okna na fasádě svědčí o přestavbě, která proběhla ve 14. století. Barokní přístavba v horní části fasády je součástí rekonstrukce ze 17. století. Na jižní straně kostela je druhý portál v tzv. lombardském neboli komském stylu. Kněžiště si zachovalo svou původní podobu a je příkladem architektury z poloviny 12. století. Zvonice, jejíž stavbu zahájil v 16. století Michele Sanmicheli a která nebyla dokončena, má dvojité sloupy s mimořádně zdobnými hlavicemi, basreliéfy a pozůstatky fresek ze 14. století. Obsahuje devět zvonů v tónině A. Hmotnost tenoru je 4566 kg. Zvony se používají v duchu veronské tradice zvonění, což zahrnuje otáčení zvonů nahoru, dolů a nahoru o celých 360 stupňů během jednoho kyvu.

## Interiér

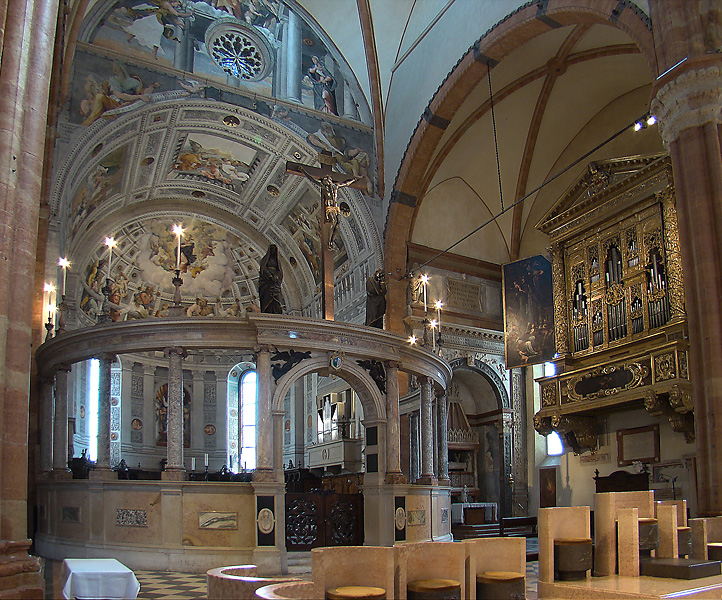
Kněžiště

Dnešní podoba interiéru pochází z přestavby 15. století. Hlavní loď od dvou pobočních dělí vysoké pilastry z červeného veronského mramoru, které podpírají gotické arkády. První tři kaple na každé straně jsou ve stejném stylu a zdobí je převážně renesanční díla místních umělců. Loď končí kněžištěm (hlavní kaplí, Cappella Maggiore), také od Sanmicheliho.
Nejvýznamnějším uměleckým dílem v interiéru je Tizianovo Nanebevzetí (1535–1540) v první kapli. V chóru vlevo je přístup do staršího baptisteria (San Giovanni in Fonte) s bohatě zdobenou kamennou křtitelnicí a ke zbytkům starokřesťanského kostela s mozaikou ze 6. století.

## Knihovna
Kapitulní knihovna katedrály ve Veroně (Biblioteca Capitolare della Cattedrale di Verona) je jednou z nejstarších knihoven na světě s nepřetržitou funkcí. Je tak důležitá, že byla nazvána „Královnou církevních sbírek“. Mnoho starověkých děl klasické tradice přežilo pouze díky této knihovně, například:
- jediný přeživší korpus Catulla (Veronský kodex, nyní ztracený);
- Epistulae ad Atticum, ad Quintum, ad Brutum od Cicera, znovuobjevené Petrarcou (rukopis je také ztracen);
- Institutes právníka Gaia, přepsané díly svatého Jeronýma, znovuobjevené Bartholdem Niebuhrem;
- fasti consulares Verony, seznam římských konzulů let 439 až 494;
- Laterculus Veronensis, seznam římských diecézí.

Knihovna obsahuje také důležité rané křesťanské spisy, jako například:
- Leoninský sakramentář, nejstarší liturgickou knihu římského ritu;
- Veronský palimpsest, obsahující rané církevní řády;
- Codex Veronensis, obsahující starou verzi latinského Žaltáře;
- Codex Veronensis (R) je dvojjazyčný Žaltář v řečtině a latině.

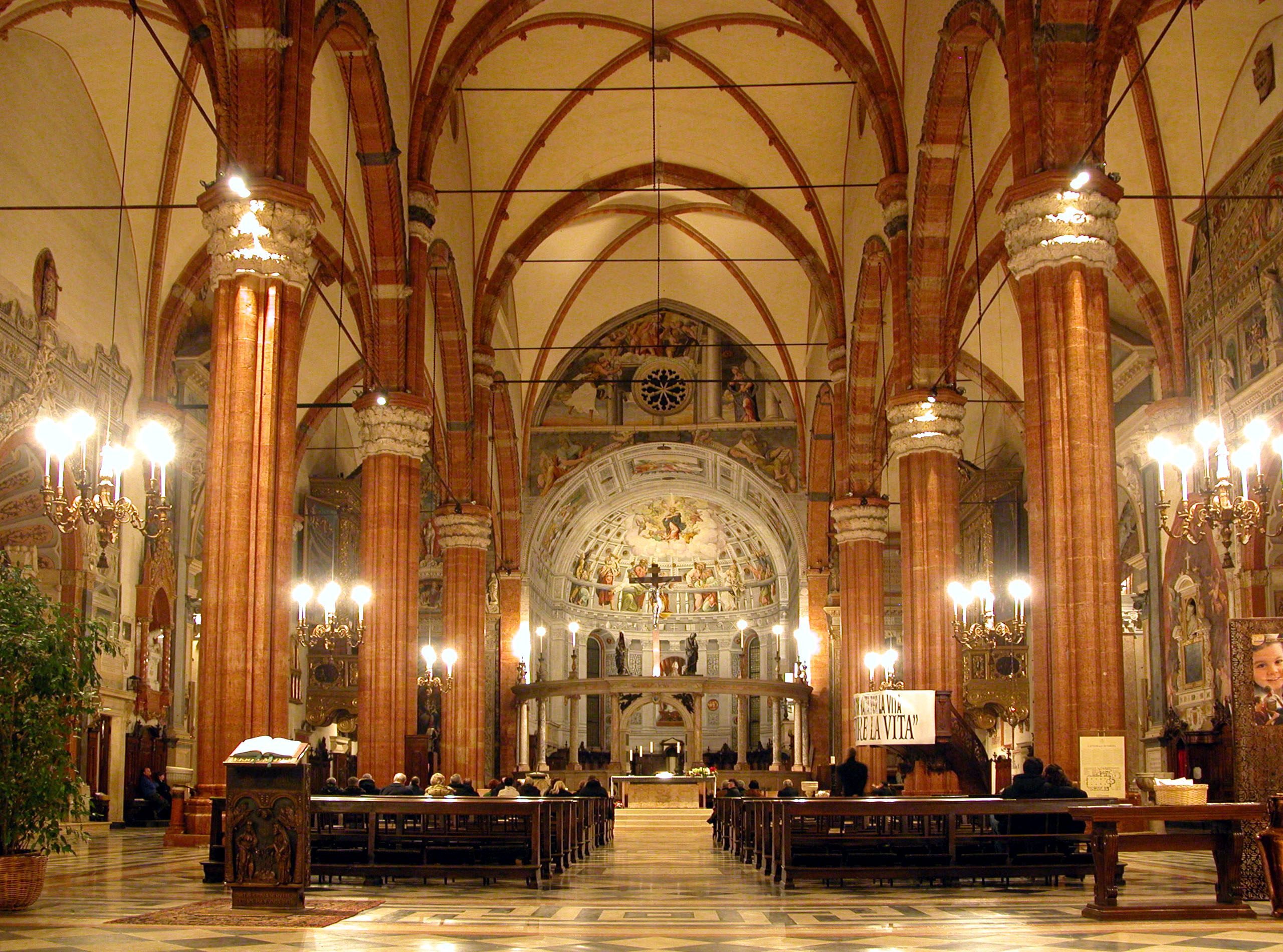
Hlavní loď

Následující podpis písaře v životopise svatého Martina z Tours se obvykle považuje za konvenční datování založení knihovny: „Jmenuji se Ursicinus, lektor církve ve Veroně“, a potvrzuje, že práci dokončil za konzulství Agapita (517).